# Tri-State Wrestling Alliance
Tri-State Wrestling Alliance (TWA), auch Tri-State Wrestling, war der Name einer US-amerikanischen Wrestling-Promotion, die ihren Sitz in Sewell (New Jersey) hatte. Trägergesellschaft war TWA Pro Wrestling, Inc. und letzte Head Booker und Major Promotoren waren Bruno und Joe Zanolle sowie Mike Tartaglia. Zudem besaß TWA mit Ringmasters Wrestling School eine eigene Wrestlingschule, die für den eigenen Nachwuchs sorgte.

## Geschichte
Die Geschichte von TWA begann 1989, als Joel Goodhart im Rahmen der damaligen NWA eine Promotion aufstellte und die unter dem Banner von NWA Tri-State Wrestling veranstaltete und vom lokalen Unternehmer Tod Gordon finanziert wurde.

### TWA als innovative Wrestling-Alternative
Die junge Promotion wurde rasch im US-amerikanischen Independent Circle durch ihr unkonventionelles Booking und den für Fans leicht nachvollziehbaren Storylines bekannt. Durch ihr für die damalige Zeit sehr hart ausgelegten Strong Style Wrestling wurde TWA auch zu einem Vorreiter des späteren Hardcore-Wrestlings und übte zudem einen gewissen Einfluss auf benachbarte Wrestlingveranstalter aus.

### TWA als überregionales Karrieresprungbrett
TWA galt in der damaligen Wrestlingwelt als bedeutendes Karrieresprungbrett späterer Stars: So starteten u. a. die Wrestler Eddie Gilbert, Mike Awesome, Cactus Jack, The Sandman, Chris Benoit und Owen Hart in der TWA. Aber auch bereits etablierte Namen wie Terry Funk und Abdullah the Butcher waren regelmäßige Teilnehmer an der von TWA ausgerichteten Tournaments.

### Besitzerwechsel und Reorganisierung in ECW
Anfang der 1990er-Jahre verfügte TWA als eine der wenigen verbliebenen NWA-Verbände noch über ein festes TV-Format, welches in den Bundesstaaten Pennsylvania, Delaware und Maryland frei empfangen werden konnte. Im April 1992 zog sich Goodhart aus dem Pro Wrestling zurück und verkaufte TWA an seinen Finanzier Gordon. Dieser begann, TWA in das neue Banner NWA Eastern Championship Wrestling zu reorganisieren. TWA als solche wurde geschlossen.

### Reaktivierung und endgültige Schließung
Nach 17 Jahren ihrer Schließung reaktivierte Joel Goodhart TWA wieder am 24. Oktober 2009: Nach dem Eröffnungsevent übergab dieser jedoch die Leitung an die Booker Bruno und Joe Zanolle sowie Mike Tartaglia.
TWA als solche war bei ihrer Reaktivierung ein Associate der NWA, da diese noch immer über die Namensrechte verfügte und wurde rasch von dieser in die US-amerikanischen Indys eingebunden. Dort bot sie vielen jungen Wrestlern, wie bereits über ein Jahrzehnt zuvor, ihre erste Wrestling-Plattform.
Die erneuerte TWA wurde damals als legitime Nachfolgerin der 2001 eingestellten ECW angesehen, die ihre Wurzeln in der damaligen TWA hatte. So stand auch der ehemalige ECW-Champion Steve Corino dort unter Vertrag und bestritt mehrere Main Events als Headliner.
2011, nach nur fast zwei Jahren, zerstritt sich das aus den Brüdern Zanolle und Tartaglia bestehende Board Of Directors über die Frage, ob TWA der NWA erneut als Member Organization anschließen solle oder nicht. Nachdem über diese Frage kein Einvernehmen erzielt werden konnte, schloss das BOD die Promotion TWA endgültig.